# مقاطعة مونرو (بنسلفانيا)
مقاطعة مونرو (بالإنجليزية: Monroe County, Pennsylvania)‏ هي إحدى مقاطعات ولاية بنسلفانيا في الولايات المتحدة. بلغ عدد سكانها 169842 نسمة في عام 2010 حسب إحصاء مكتب تعداد الولايات المتحدة.

## المناخ
يظهر الجدول التالي التغييرات المناخية على مدار السنة لمقاطعة مونرو:
| البيانات المناخية لـمقاطعة مونرو  | البيانات المناخية لـمقاطعة مونرو | البيانات المناخية لـمقاطعة مونرو | البيانات المناخية لـمقاطعة مونرو | البيانات المناخية لـمقاطعة مونرو | البيانات المناخية لـمقاطعة مونرو | البيانات المناخية لـمقاطعة مونرو | البيانات المناخية لـمقاطعة مونرو | البيانات المناخية لـمقاطعة مونرو | البيانات المناخية لـمقاطعة مونرو | البيانات المناخية لـمقاطعة مونرو | البيانات المناخية لـمقاطعة مونرو | البيانات المناخية لـمقاطعة مونرو | البيانات المناخية لـمقاطعة مونرو |
| الشهر                             | يناير                            | فبراير                           | مارس                             | أبريل                            | مايو                             | يونيو                            | يوليو                            | أغسطس                            | سبتمبر                           | أكتوبر                           | نوفمبر                           | ديسمبر                           | المعدل السنوي                    |
| --------------------------------- | -------------------------------- | -------------------------------- | -------------------------------- | -------------------------------- | -------------------------------- | -------------------------------- | -------------------------------- | -------------------------------- | -------------------------------- | -------------------------------- | -------------------------------- | -------------------------------- | -------------------------------- |
| الدرجة القصوى °ف (°م)             | 60.9 (16.1)                      | 71.1 (21.7)                      | 80.3 (26.8)                      | 86.4 (30.2)                      | 88.9 (31.6)                      | 88.5 (31.4)                      | 93.0 (33.9)                      | 91.5 (33.1)                      | 89.1 (31.7)                      | 81.4 (27.4)                      | 74.8 (23.8)                      | 65.2 (18.4)                      | 93.0 (33.9)                      |
| متوسط درجة الحرارة الكبرى °ف (°م) | 29.9 (−1.2)                      | 33.3 (0.7)                       | 41.6 (5.3)                       | 54.3 (12.4)                      | 65.4 (18.6)                      | 73.2 (22.9)                      | 77.5 (25.3)                      | 76.0 (24.4)                      | 68.9 (20.5)                      | 57.3 (14.1)                      | 46.1 (7.8)                       | 34.3 (1.3)                       | 54.9 (12.7)                      |
| المتوسط اليومي °ف (°م)            | 21.9 (−5.6)                      | 25.0 (−3.9)                      | 32.3 (0.2)                       | 44.6 (7.0)                       | 55.2 (12.9)                      | 63.5 (17.5)                      | 68.1 (20.1)                      | 66.8 (19.3)                      | 59.8 (15.4)                      | 48.4 (9.1)                       | 38.5 (3.6)                       | 27.3 (−2.6)                      | 46.0 (7.8)                       |
| متوسط درجة الحرارة الصغرى °ف (°م) | 13.9 (−10.1)                     | 16.6 (−8.6)                      | 23.0 (−5.0)                      | 34.8 (1.6)                       | 45.0 (7.2)                       | 53.8 (12.1)                      | 58.7 (14.8)                      | 57.6 (14.2)                      | 50.7 (10.4)                      | 39.5 (4.2)                       | 30.9 (−0.6)                      | 20.3 (−6.5)                      | 37.2 (2.9)                       |
| أدنى درجة حرارة °ف (°م)           | −22.9 (−30.5)                    | −14.1 (−25.6)                    | −9.0 (−22.8)                     | 10.7 (−11.8)                     | 27.5 (−2.5)                      | 33.2 (0.7)                       | 38.1 (3.4)                       | 34.3 (1.3)                       | 28.2 (−2.1)                      | 17.9 (−7.8)                      | −0.7 (−18.2)                     | −16.2 (−26.8)                    | −22.9 (−30.5)                    |
| الهطول إنش (مم)                   | 3.66 (93)                        | 3.31 (84)                        | 4.27 (108)                       | 4.54 (115)                       | 4.67 (119)                       | 5.13 (130)                       | 4.78 (121)                       | 4.32 (110)                       | 5.14 (131)                       | 5.31 (135)                       | 4.44 (113)                       | 4.25 (108)                       | 53.82 (1٬367)                    |
| متوسط تساقط الثلوج إنش (سم)       | 20.9 (53)                        | 15.0 (38)                        | 15.6 (40)                        | 3.7 (9.4)                        | 0.0 (0.0)                        | 0.0 (0.0)                        | 0.0 (0.0)                        | 0.0 (0.0)                        | 0.0 (0.0)                        | 0.1 (0.25)                       | 3.9 (9.9)                        | 12.5 (32)                        | 71.7 (182)                       |
| متوسط الرطوبة النسبية (%)         | 76.0                             | 70.3                             | 66.5                             | 62.3                             | 64.9                             | 74.1                             | 74.0                             | 77.1                             | 78.5                             | 75.2                             | 74.2                             | 77.8                             | 72.6                             |
| المصدر: PRISM                     |                                  |                                  |                                  |                                  |                                  |                                  |                                  |                                  |                                  |                                  |                                  |                                  |                                  |

## وصلات خارجية
- www.co.monroe.pa.us